# It Takes a Thief (album)
It Takes a Thief je debutové studiové album amerického rappera Coolia z roku 1994.

## Seznam skladeb
1. Fantastic Voyage (Coolio song)
2. County Line
3. Mama I'm in Love Wit a Gangsta (s LeShaun)
4. Hand on My Nutsac
5. Ghetto Cartoon
6. Smokin' Stix
7. Can-O-Corn
8. U Know Hoo! (s William Calhounem)
9. It Takes a Thief
10. Bring Back Somethin Fo da Hood
11. N da Closet
12. On My Way to Harlem
13. Sticky Fingers
14. Thought You Knew
15. Ugly Bitches
16. I Remember (s J. A. Robinsonem a Billy Boy Arnoldem)